# Fort VII der Festung Kowno

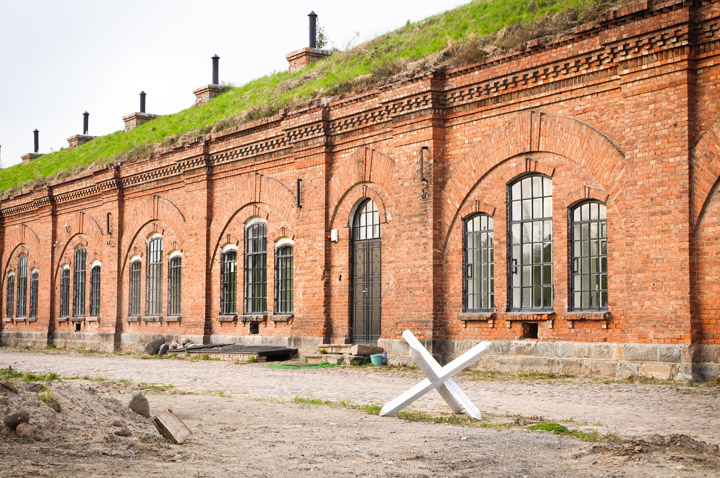
Die Kasernen- bzw. heutigen Wohnbereiche des VII. Forts

Das Fort VII (litauisch VII fortas) ist eine Festungsanlage der Festung Kowno in Kaunas, Litauen. Der Bau wurde im Jahr 1882 durch das Russische Kaiserreich begonnen und 1890/1891 fertiggestellt. Das Fort war Stützpunkt der 11. Artillerieeinheit der Kaiserlich Russischen Armee.

## Geschichte

### Das Fort als Konzentrationslager
Das VII. Fort diente kurz nach Beginn des Deutsch-Sowjetischen Krieges vom 30. Juni 1941 bis zum 10. August 1941 als das erste Konzentrationslager auf dem besetzten Gebiet. Ende Juni und Anfang Juli wurden etwa 10.000 jüdische Männer, Frauen und Kinder in Kaunas verhaftet. Sie wurden an Orte wie das vierte, siebte und neunte Fort gebracht.
Im VII. Fort wurden die Männer von den Frauen und Kindern getrennt, die Gefangenen mussten unter freiem Himmel kampieren. Die litauischen Wachen misshandelten sie und schossen wahllos auf sie.
Am 6. Juli erschossen die Litauer die Tausenden von Männer, die noch im VII. Fort lebten. Bis Ende Juli wurden auf dessen Gelände etwa 10.000 Juden aus Kaunas ermordet.

### Kriegsgefangenenlager
Mit der Bezeichnung Stalag 336 wurde es danach für sowjetische Kriegsgefangene genutzt, die auf dem Vernichtungsfeldzug der Wehrmacht gegen die Sowjetunion gemacht wurden. In den Lagern in Kaunas starben bis zu 35.000 Kriegsgefangene durch körperliche Ausbeutung mit Zwangsarbeit, an Unterernährung und den allgemeinen schlechten Zuständen.
Von den sowjetischen Gefangenen im Lager des VII. Forts wurden sogenannte „Hilfswillige“ zum Teil in das KZ Mauthausen in Österreich deportiert, wo sie
bis zur völligen Erschöpfung arbeiten mussten und später erschossen oder mit Gas vergiftet wurden.

### Sowjetische Besatzungszeit
Nach der Besetzung Litauens durch die Sowjetunion beherbergte das Fort ein Pionierbataillon, später ein Versorgungsbataillon.

### Neuzeit
2009 wurde das Gelände an private Besitzer verkauft und die Baracken durch Modernisierung bewohnbar gemacht. In den Gebäuden findet u. a. Bildungsarbeit mit Studienprogrammen und Workshops statt.
Das Gelände ist heute teilweise, einschließlich des ehemaligen zentralen Munitionslagers, bedingt zugänglich.